# Hipérbole

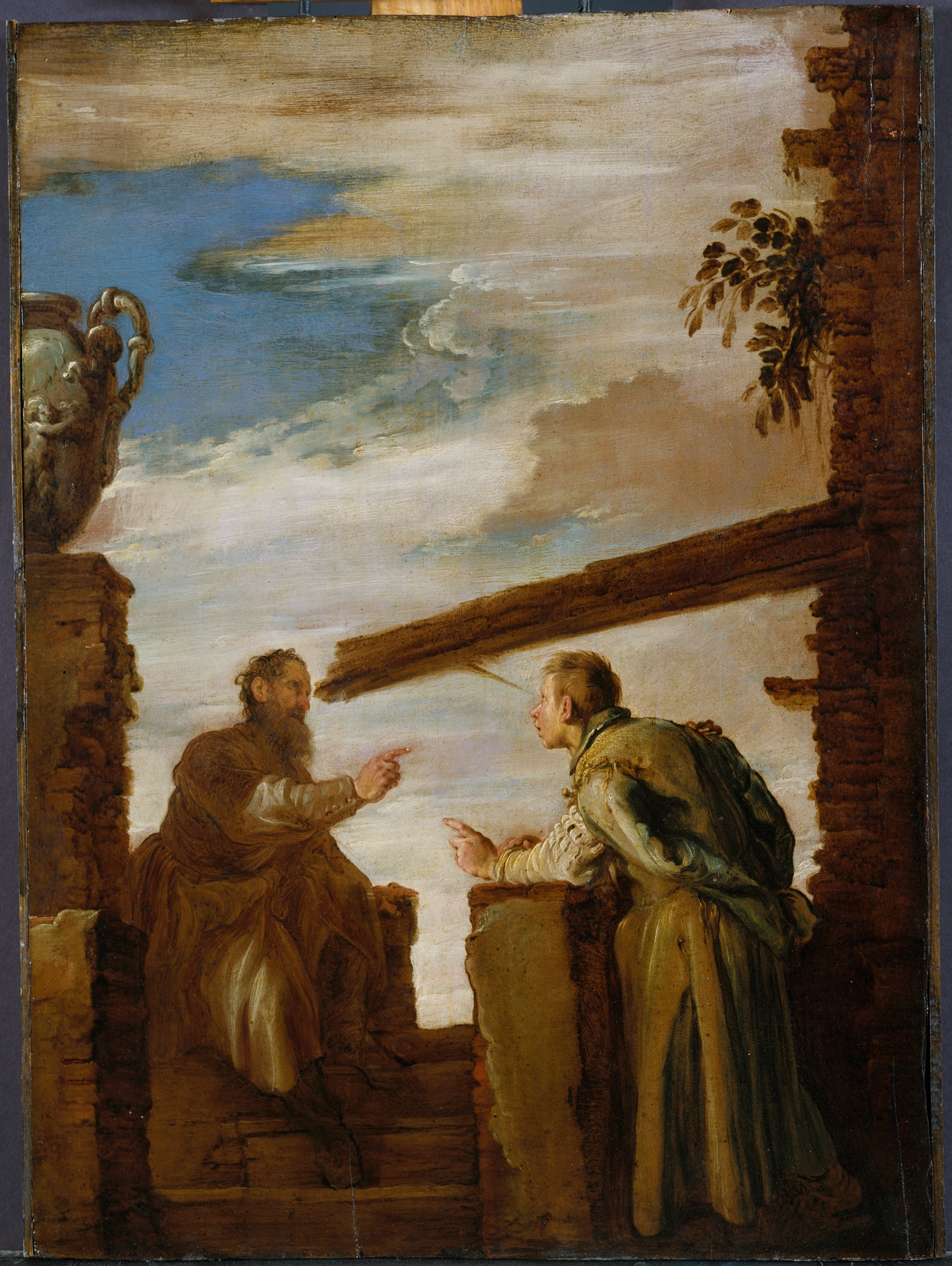
hipérbole

La hipérbole, en retórica, es un recurso estilístico literario que consiste en la exageración de cantidades, cualidades y características. Es utilizado con frecuencia en el ámbito literario, en el lenguaje coloquial y en propaganda comercial y política, además de textos y bromas humorísticas. Se usa para provocar sentimientos e impresiones fuertes. Como figura retórica, normalmente, no debe interpretarse de manera literal.

## Ejemplos de hipérbole
- «No hay extensión más grande que mi herida» (Miguel Hernández)
- «Tanto dolor se agrupa en mi costado que, por doler, me duele hasta el aliento» (Miguel Hernández)
- «Sonrisa de oreja a oreja» (de uso popular)